# 韋斯科特 (內布拉斯加州)
韋斯科特（英語：Wescott）是位於美國內布拉斯加州卡斯特縣的非建制地區。

## 歷史
韋斯科特的郵局於1888年設立，其後於1901年停運。

## 地理
韋斯科特所處的海拔為高於海平面692米（即2270英呎），而該地所採用的時區為UTC-6，即北美中部时区（CST）。同時該地設有夏令時間，為UTC-6調快一小時，即UTC-5（CDT）。